# Гилда Грей
Ги́лда Грей (англ. Gilda Gray, урождённая Мариа́нна Миха́льская (пол. Marianna Michalska), 24 октября 1901, Rydlewo, Куявско-Поморское воеводство или Краков, Цислейтания — 22 декабря 1959, Голливуд, Калифорния, США) — американская актриса и танцовщица польского происхождения, снимавшаяся в немом кино США, «Королева шимми».
Нью-Йоркская карьера Грей началась в 1919 году с участия в водевилях и ревю; в том же году она впервые исполнила танец шимми. Он быстро вошёл в моду, а Гилде принёс титул «Королева шимми» и стал её «визитной карточкой». Её карьера быстро набирала обороты, и в 1922 году она с успехом участвовала в знаменитом бродвейском ревю «Безумства Зигфелда». После переехала в Голливуд, где продолжила успешные выступления в водевилях, а также стала интенсивно развивать карьеру в кино: её самыми успешными картинами стали «Дьявольская танцовщица» (1927) и «Пиккадилли» (1929).
В 1929 году, после обвала фондового рынка, Грей потеряла большую часть своих сбережений. Последовавшие за этим трудности с работой, стрессы и развод со вторым мужем, привели к сердечному приступу в 1931 году. К середине 30-х её выступления стали довольно редкими, а в 1939 году на экраны вышел фильм «Роз Мари», последний в её кинокарьере.

## Биография
Родилась в Кракове, входившем в то время в состав Австро-Венгрии, в семье Макса и Ванды Михальских, которые в 1909 году иммигрировали в США и поселились в Милуоки, штат Висконсин. Поскольку семья жила в бедности, её родители выдали Марианну замуж в 15 лет за скрипача Джона Горецкого, от которого через год родила сына Мартина, ставшего руководителем джаз-оркестра. Свою карьеру начала с выступлений в кабаке, где пела и танцевала.
Желая добиться популярности, она бросила мужа и переехала в Чикаго, где познакомилась с пианистом Фрэнком Вестфалем, разглядевшим в ней талант и забравшим с собой в Нью-Йорк. Там она познакомилась с его супругой, знаменитой певицей Софи Такер, убедившей её сменить имя на Гилда Грей. Нью-Йоркская карьера Грей началась в 1919 году с участия в водевилях и ревю, и в том же году она впервые появилась на киноэкранах. Тогда же она придумала танец шимми, когда во время одного из своих выступлений забыла часть слов гимна США, и чтобы скрыть своё смущение стала встряхивать плечами и бёдрами.
Название танца придумано не Гилдой, и не отсылает к английскому «chemise» — сорочка, хотя происхождение названия часто ошибочно приписывают самой Грей: как гласит легенда, на вопрос о ее танцевальном стиле она ответила: «Я трясу своей сорочкой». В интервью Гида отрицала, что говорила это, приписывая создание как танца, так и его названия — американским индейцам: «…они действительно несут ответственность за шимми, которые они назвали «Шима Шива». <…> Нет сомнений в том, что танец шимми в том виде, в каком он был создан американскими индейцами, имел бы большую популярность, если бы все было сделано правильно» (интервью журналу «Variety», 1919). В конце 1910-х годов «изобретателями» шимми считались и другие, в том числе Хильда Фергюсон, Би Палмер и джазовый дуэт Фрэнка Хейла и Сигне Патерсона. Мэй Уэст в своей автобиографии «Доброта не имела к этому никакого отношения» утверждала, что переименовала «Shimmy-Shawobble» в «Shimmy» после того, как увидела движения в некоторых черных ночных клубах.
Танец быстро приобрёл успех у публики, и вскоре стал одним из самых популярных танцев того времени, а сама актриса получила прозвище «Королева шимми». В дальнейшем, танец шимми стал её «визитной карточкой».
Её карьера быстро набирала обороты, и в 1922 году она с успехом участвовала в знаменитом бродвейском ревю «Безумства Зигфелда». В 1923 году Грей вышла замуж за своего агента Гилларда Боуга, вместе с которым переехала в Голливуд, где продолжила успешные выступления в водевилях, а также стала интенсивно развивать карьеру в кино. Самыми успешными картинами с её участием стали «Дьявольская танцовщица» (1927) и «Пиккадилли» (1929), принёсшие ей большие гонорары и любовь публики.
В 1929 году, после обвала фондового рынка, Грей потеряла большую часть своих сбережений. Последовавшие за этим трудности с работой, стрессы и развод со вторым мужем, привели к сердечному приступу в 1931 году. В мае 1933 она вышла замуж за венесуэльского дипломата Гектора Брисеньо де Саа, с которым развелась спустя пять лет. К тому времени её выступления стали довольно редкими, а в 1939 году на экраны вышел фильм «Роз Мари», ставший последним в её кинокарьере.
В 1946 году Грей подала иск на миллион долларов против студии «Columbia Pictures», утверждая, что их фильм «Гильда» с Ритой Хейворт в главной роли, был основан на её жизни. В 1954 году, после нескольких лет разбирательств, иск был отклонён. В 1953 году на телеэкраны вышел документальный фильм, посвященный Гилде Грей, в котором рассказывалось о её мужестве в годы Второй мировой войны в части организации благотворительных фондов в поддержку польского народа, и за что ей позже был вручён Крест Заслуги «за интерес и помощь своим соотечественникам и своей стране».
В конце жизни Грей испытывала серьёзные финансовые проблемы, и последние шесть лет она жила в семье капитана пожарной службы студии «Warner Bros.» Антонио Райо. За пять дней до смерти Грей перенесла приступ пищевого отравления, а 22 декабря 1959 года она скончалась от сердечного приступа в возрасте 58 лет. Её похороны на католическом кладбище Святого креста в Калвер-Сити оплатил Кинематографический фонд помощи, а в феврале 1960 года на Голливудской аллее славы была заложена её именная звезда.